# 多叉鞭冠鮟鱇
多叉鞭冠鮟鱇為輻鰭魚綱鮟鱇目棘茄魚亞目鞭冠鮟鱇科的其中一種，為深海魚類，分布於中東大西洋4°11'N,24°37'W海域，棲息深度200-365公尺，雌魚體長可達12.2公分，生活習性不明，不具經濟價值。

## 扩展阅读
維基物種上的相關：多叉鞭冠鮟鱇